# باول أوينز
باول أوينز (بالإنجليزية: Paul Owens)‏ هو لاعب كرة قاعدة أمريكي، ولد في 7 فبراير 1924 في سالامانكا في الولايات المتحدة، وتوفي في 26 ديسمبر 2003 في ودبيري في الولايات المتحدة.

## وصلات خارجية
- باول أوينز على موقعبيزبول رفرنس.كوم (الدوري الثانوي) (الإنجليزية)